# Personal Fest 2016
El Personal Fest Verano 2016 fue la decimosegunda edición de este festival, siendo la segunda vez que se celebra como festival nacional federal, es decir con bandas íntegramente argentinas y en varias ciudades del país. También contó con números humorísticos.
El recital fue con entrada libre y gratuita, y se podía encontrar también en streaming en el sitio oficial de Personal.

## Localización
- Destino Arena, Mar del Plata (22 de enero) (suspendido)
- Parque Sarmiento, Córdoba (30 de enero)
- Costanera Sur, Corrientes (4 de febrero)
- Centro de Convenciones, Salta (8 de febrero)
- Plaza Independencia, Mendoza (13 de febrero)
- Av. Figueroa Alcorta, Buenos Aires (20 de febrero)

## Suspensión en Mar del Plata
Desde la producción se informó que, en decisión junto a las autoridades de la Municipalidad, el show de apertura en Mar del Plata del Personal Fest Verano fue suspendido por cuestiones climáticas. Como parte de la reprogramación de esta fecha, Miranda!, Maxi Trusso y Julián Serrano se incorporaron a la artística del Personal Fest Verano que se realizó el 20 de febrero en Buenos Aires.

## Line-up
| Mar del Plata  | Córdoba     | Corrientes   | Salta              | Mendoza       | Buenos Aires     |
| 22 de enero    | 30 de enero | 4 de febrero | 8 de febrero       | 13 de febrero | 20 de febrero    |
| -------------- | ----------- | ------------ | ------------------ | ------------- | ---------------- |
| Maxi Trusso    | Airbag      | Los Cafres   | Bersuit Vergarabat | Babasónicos   | Tan Biónica      |
| Miranda!       | Los Tipitos | Dread Mar-I  | Eruca Sativa       | El Kuelgue    | Miranda!         |
| Julián Serrano | Vedito      |              |                    |               | Maxi Trusso      |
|                | Hecatombe   |              |                    |               | Zero Kill        |
|                | Nina        |              |                    |               | Julián Serrano   |
|                |             |              |                    |               | Walter Domínguez |
|                |             |              |                    |               | Smile            |
|                |             |              |                    |               | FoxLey           |
|                |             |              |                    |               | Diente de oro    |
|                |             |              |                    |               | L.E.M.A.N.S.     |